# Nowiny (powiat złotowski)
Nowiny – osada krajeńska w Polsce położona w województwie wielkopolskim, w powiecie złotowskim, w gminie Złotów. 
W latach 1975–1998 miejscowość administracyjnie należała do województwa pilskiego.

## Położenie
Wieś położona 6 km na zachód od Złotowa, przy drodze wojewódzkiej nr  Jastrowie - Nowiny - Złotów - Więcbork.
Zobacz też: Nowiny.